# Regions geogràfiques de Turquia

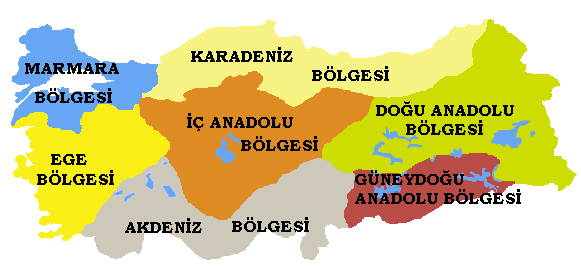
Regions definides pel cens de Turquia

Les províncies de Turquia s'organitzen en set regions definides pel cens (bölge), que van ser definides originalment al Primer Congrés de Geografia el 1941. Les regions així definides en aquest context ho són per a propòsits merament estadístics, i no pas com a divisió administrativa. Cada regió està llistada més avall, amb les províncies corresponents dins de la regió. Tanmateix els límits oficials de les regions i les províncies no coincideixen. Les províncies, per costum, s'accepta que se situïn a les regions on roman gran part del seu territori.

## Llista

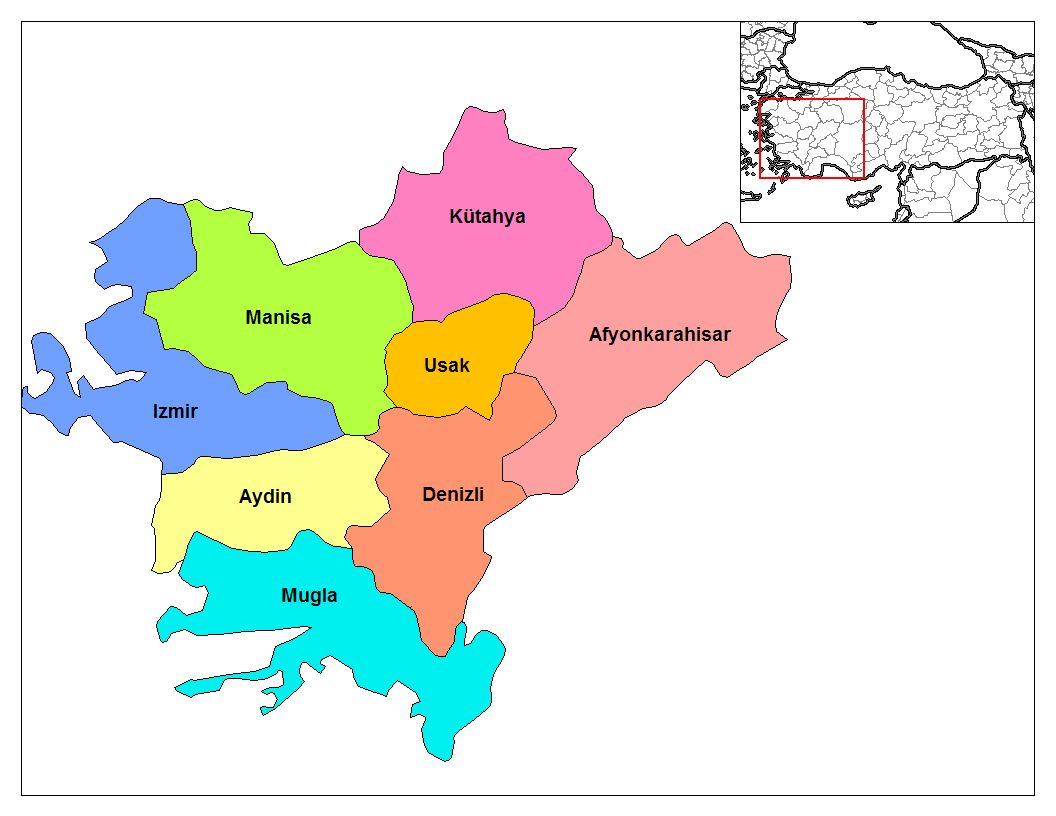
Regió de l'Egeu

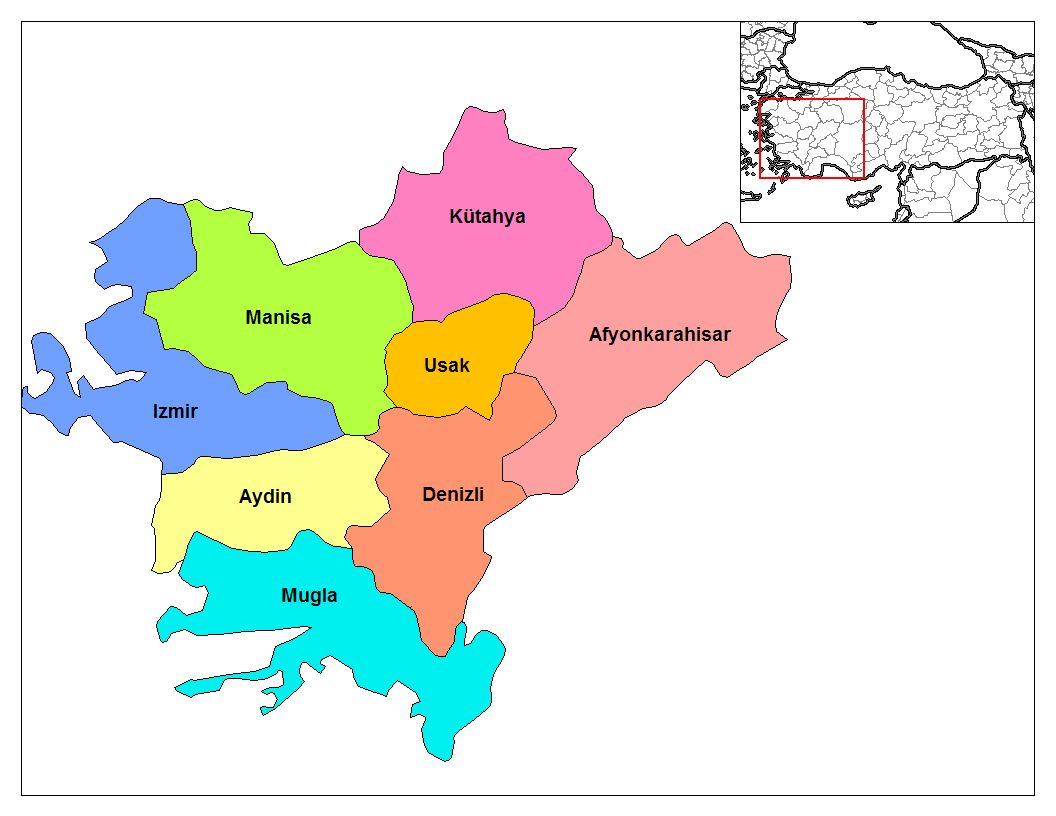
Regió de l'Egeu

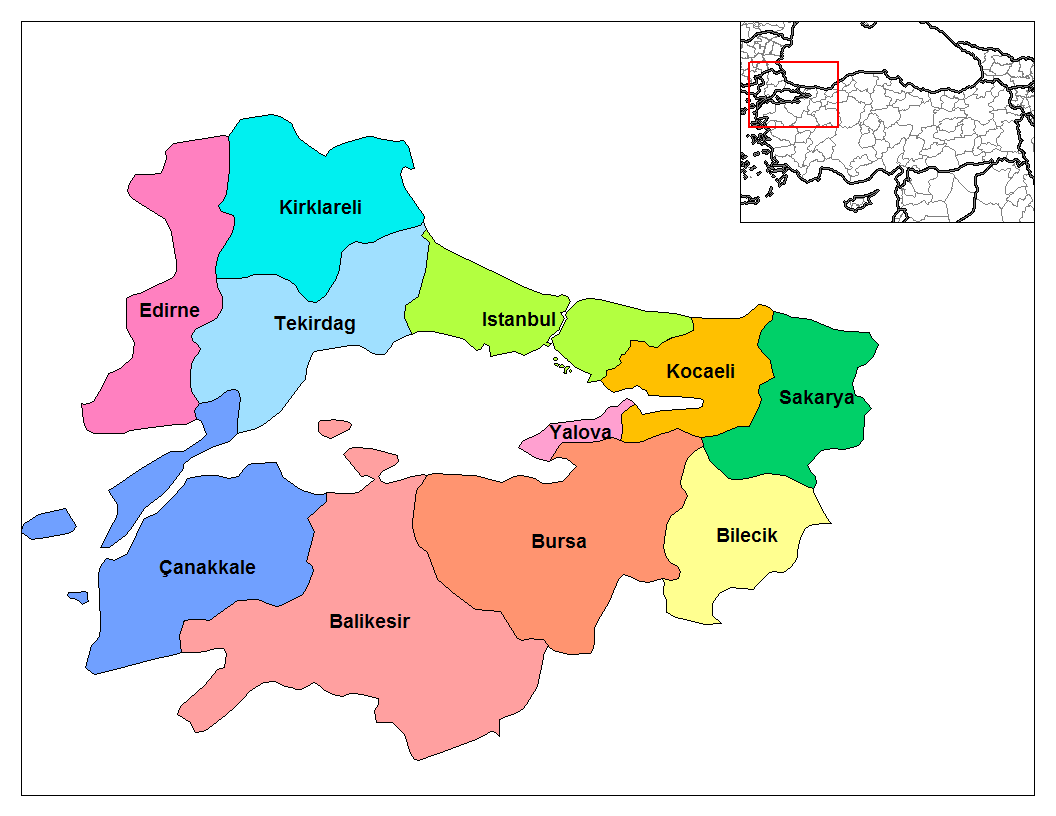
Regió de la Màrmara

Regió de l'Egeu (Ege Bölgesi)
- Província d'Afyonkarahisar
- Província d'Aydın
- Província de Denizli
- Província d'Esmirna
- Província de Kütahya
- Província de Manisa
- Província de Muğla
- Província d'Uşak

Regió de la Mar Negra (Karadeniz Bölgesi)
- Província d'Amasya
- Província d'Artvin
- Província de Bayburt
- Província de Çorum
- Província de Giresun
- Província de Gümüşhane
- Província d'Ordu
- Província de Rize
- Província de Samsun
- Província de Sinop
- Província de Tokat
- Província de Trebisonda
- Província de Bartın
- Província de Bolu
- Província de Düzce
- Província de Karabük
- Província de Kastamonu
- Província de Zonguldak

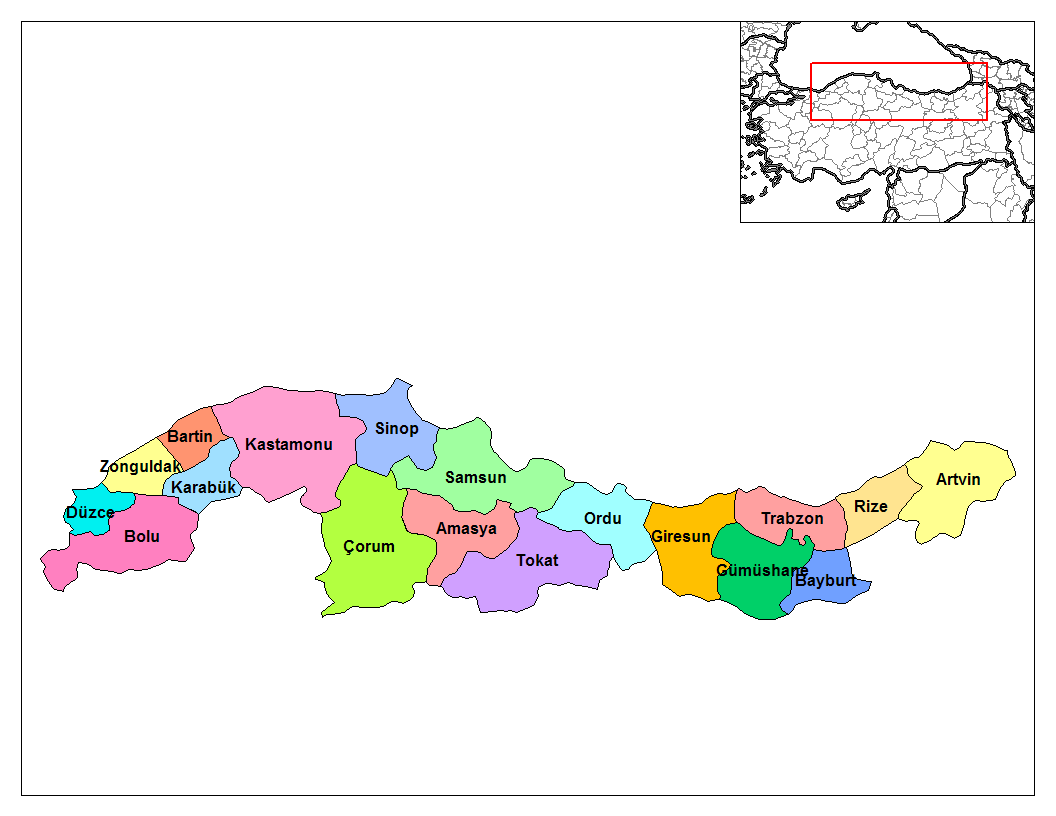
Regió de la Mar Negra

Regió d'Anatòlia Central (İç Anadolu Bölgesi)
- Província d'Aksaray
- Província d'Ankara
- Província de Çankırı
- Província d'Eskişehir
- Província de Karaman
- Província de Kayseri
- Província de Kırıkkale
- Província de Kırşehir
- Província de Konya
- Província de Nevşehir
- Província de Niğde
- Província de Sivas
- Província de Yozgat

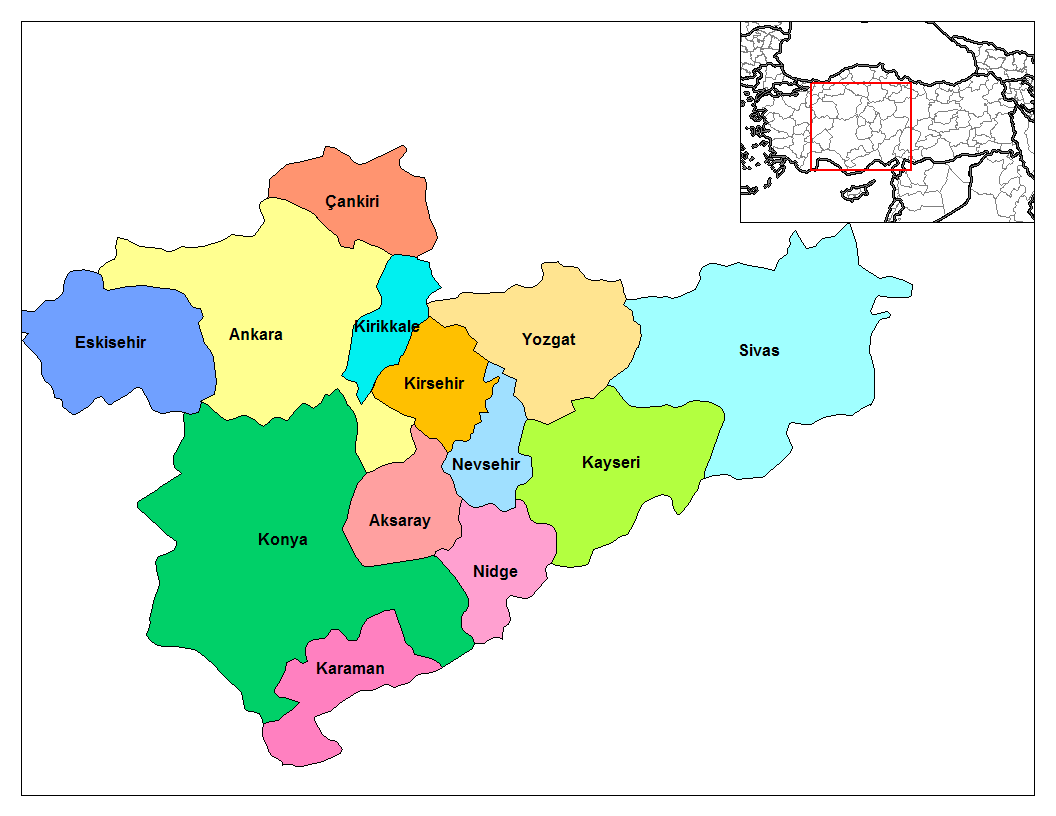
Regió d'Anatòlia Central

Regió d'Anatòlia Oriental (Doğu Anadolu Bölgesi)

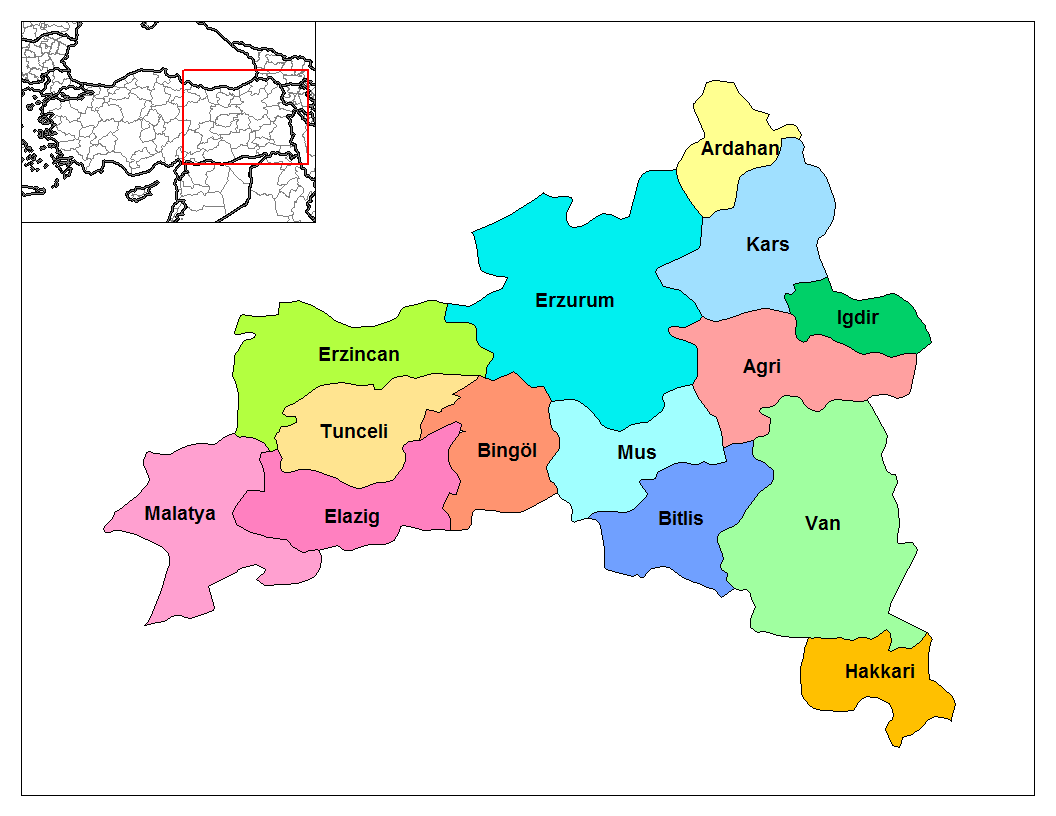
Regió d'Anatòlia Oriental

- Província d'Ağrı
- Província d'Ardahan
- Província de Bingöl
- Província de Bitlis
- Província d'Elâzığ
- Província d'Erzincan
- Província d'Erzurum
- Província de Hakkâri
- Província de Tsolakert
- Província de Kars
- Província de Malatya
- Província de Muş
- Província de Tunceli
- Província de Van

Regió de la Màrmara (Marmara Bölgesi)
- Província de Balıkesir
- Província de Bilecik
- Província de Bursa
- Província de Çanakkale
- Província d'Edirne
- Província d'Istanbul
- Província de Kırklareli
- Província de Kocaeli
- Província de Sakarya
- Província de Tekirdağ
- Província de Yalova

Regió de la Mediterrània (Akdeniz Bölgesi)
- Província d'Adana
- Província d'Antalya
- Província de Burdur
- Província de Hatay
- Província d'Isparta
- Província de Kahramanmaraş
- Província de Mersin
- Província d'Osmaniye

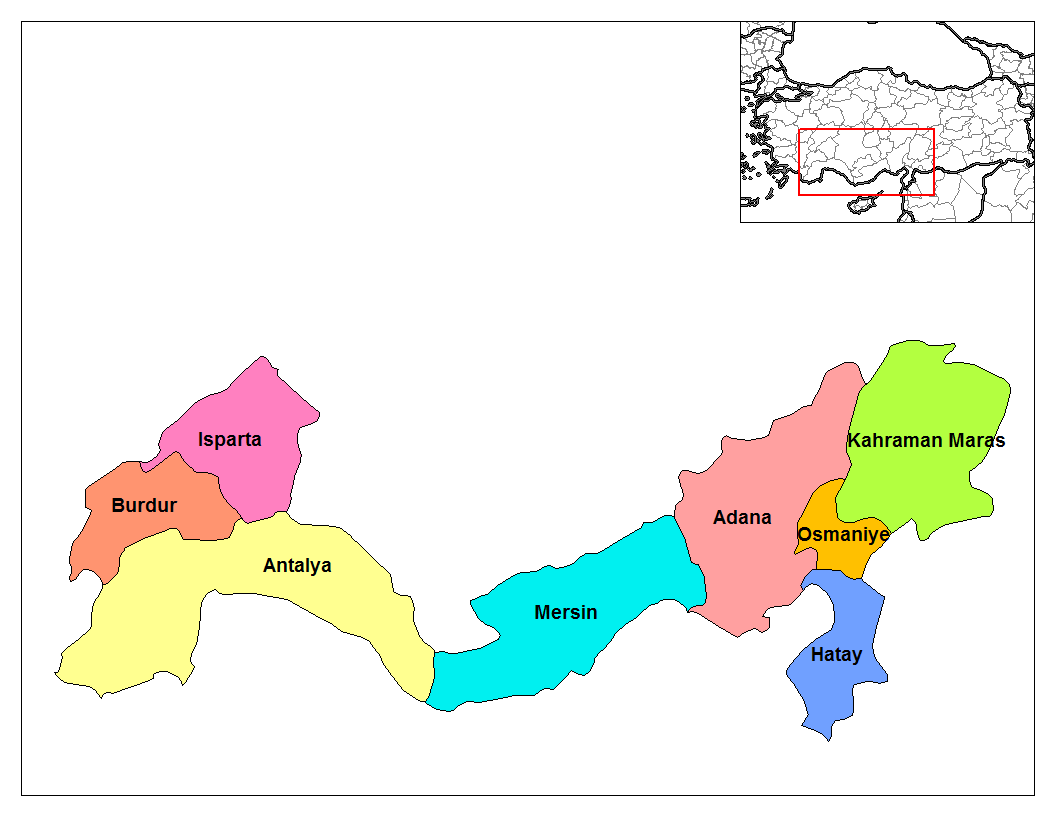
Regió de la Mediterrània

Regió d'Anatòlia del Sud-est (Güneydoğu Anadolu Bölgesi)

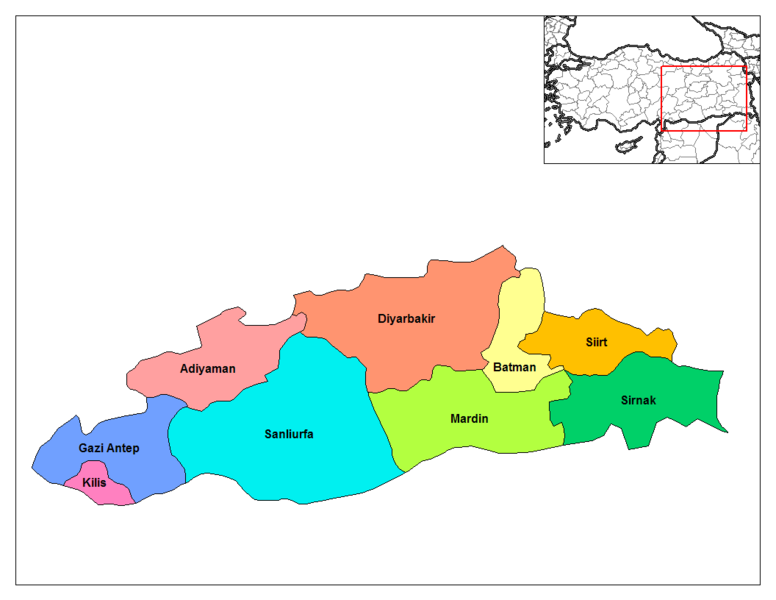
Regió d'Anatòlia del Sud-est

- Província d'Adıyaman
- Província de Batman
- Província de Diyarbakir
- Província de Gaziantep
- Província de Kilis
- Província de Mardin
- Província de Şanlıurfa
- Província de Siirt
- Província de Şırnak